# Trubblommossa
Trubblommossa (Schistidium sordidum) är en bladmossart som beskrevs av Hag.. Trubblommossa ingår i släktet blommossor, och familjen Grimmiaceae. Enligt den finländska rödlistan är arten sårbar i Finland. Arten är reproducerande i Sverige. Artens livsmiljö är kalkstensklippor och kalkbrott.